# 나카후토역 (효고현)
나카후토역(일본어: 中埠頭駅, なかふとうえき 나카후토에키[*])은 일본 효고현 고베시 주오구에 있는 고베 신교통 포트 아일랜드 선 (포트 라이너)의 역이다. 역 번호는 PL08이다. 인근 지벡 홀과 가까운 곳에 있어 지벡홀의 부역명이 붙어 있다.

## 역사
- 1981년 2월 5일: 포트 아일랜드 선 개통과 동시에 영업 개시.
- 1995년
  - 1월 17일: 한신・아와지 대지진에 의한 영업 완전 중단.
  - 5월 22일: 나카코엔 ~ 미나미코엔 ~ 기타후토 역 구간 복구에 따라 영업 재개.
- 2004년 11월 20일・21일: 고베 공항 방면으로의 연장 공사에 따라 궤도 전환 공사로 영업 전선 종일 정지.
- 2005년 9월 10일・11일: 고베 공항 방면으로의 연장 공사에 따라 궤도 전환 공사로 영업 전선 종일 정지.

## 역 구조
포트 아일랜드 선의 단선 구간에서는 유일한 섬식 승강장 1면 2선의 고가역이다. 역의 남쪽에서 중 후토 차량기지 인입선이 분기하고 있어 아침 저녁 및 아침 저녁 출퇴근 전후에는 본 역을 시,종착하는 열차가 있다. 야간 주박의 운용도 있다.
역사는 2층이 대합실, 3층이 승강장이다. 개찰 내에는 엘리베이터, 에스컬레이터, 다목적 화장실 등이 있다. 길 건너편 역 동쪽에 고베 신교통 본사 건물(직원용 출구) 및 동쪽 보도와 역 서쪽의 패션 타운까지 육교로 체결하고 있다. 이 육교의 서쪽 계단 옆에는 엘리베이터가 설치되어 있다.

### 승강장
| 1・2 | 산노미야 방・고베 공항 방면(나카코엔 역 환승) |

## 역 주변
- 고베 신교통 본사
- TOA 본사
  - 지벡 홀
- 아식스 고베 본사
  - 아식스 스포츠 박물관
- TASAKI 보석 빌딩
- 코나미 고베 빌딩
- 호텔 펄 시티 고베
- 미나토지마 만남 센터
- 고베 시립 미나토지마 아동관
- 미나토지마 히가시 어린이 공원
- 고베 시립 의무 교육 학교 미나토지마 학원
- 고베 시립 미나토지마 유치원
- 토요 테크 고베 지점
- UCC 커피 박물관
- 고베 시립 청소년 과학관

## 사진

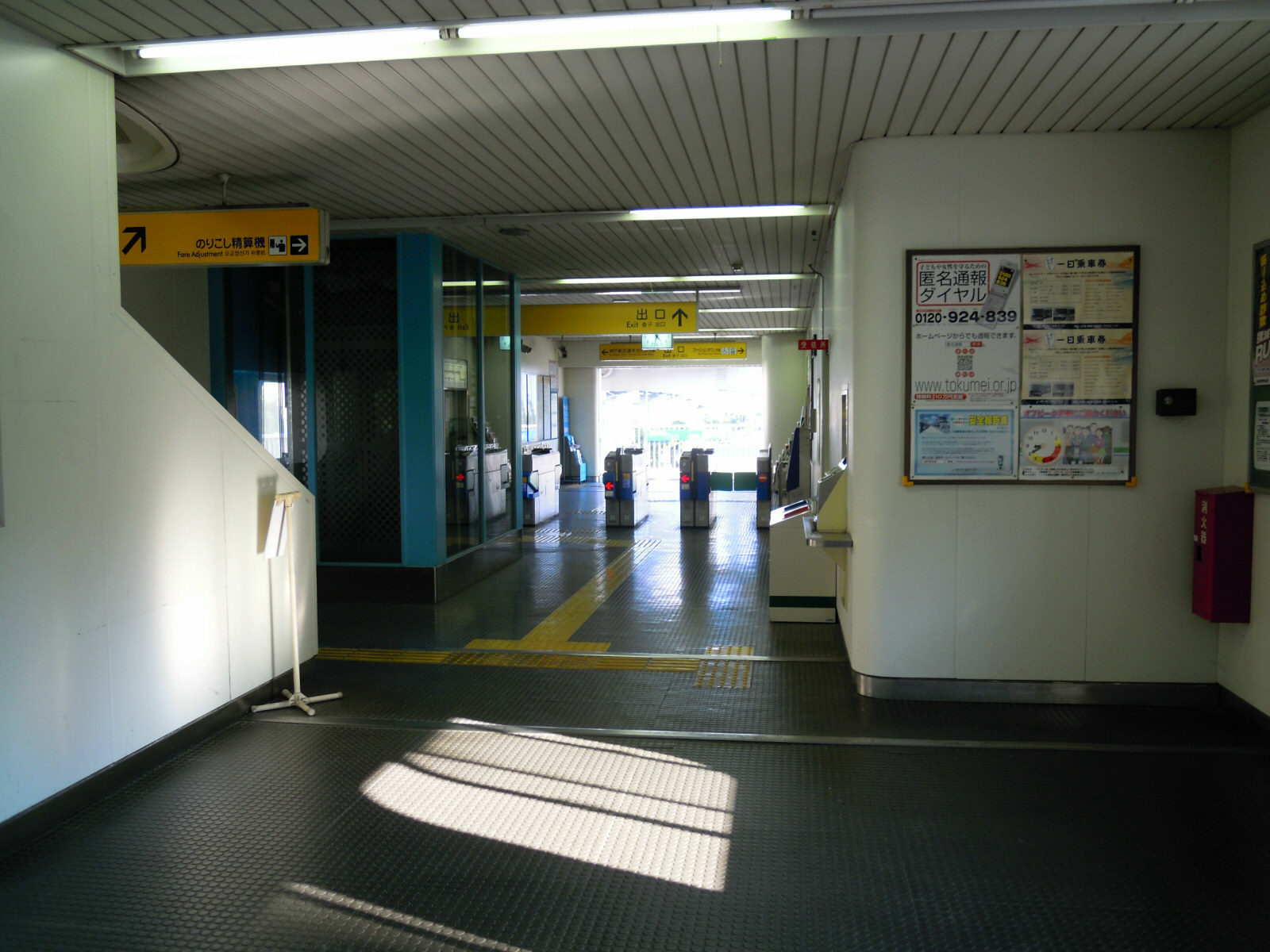
개찰구
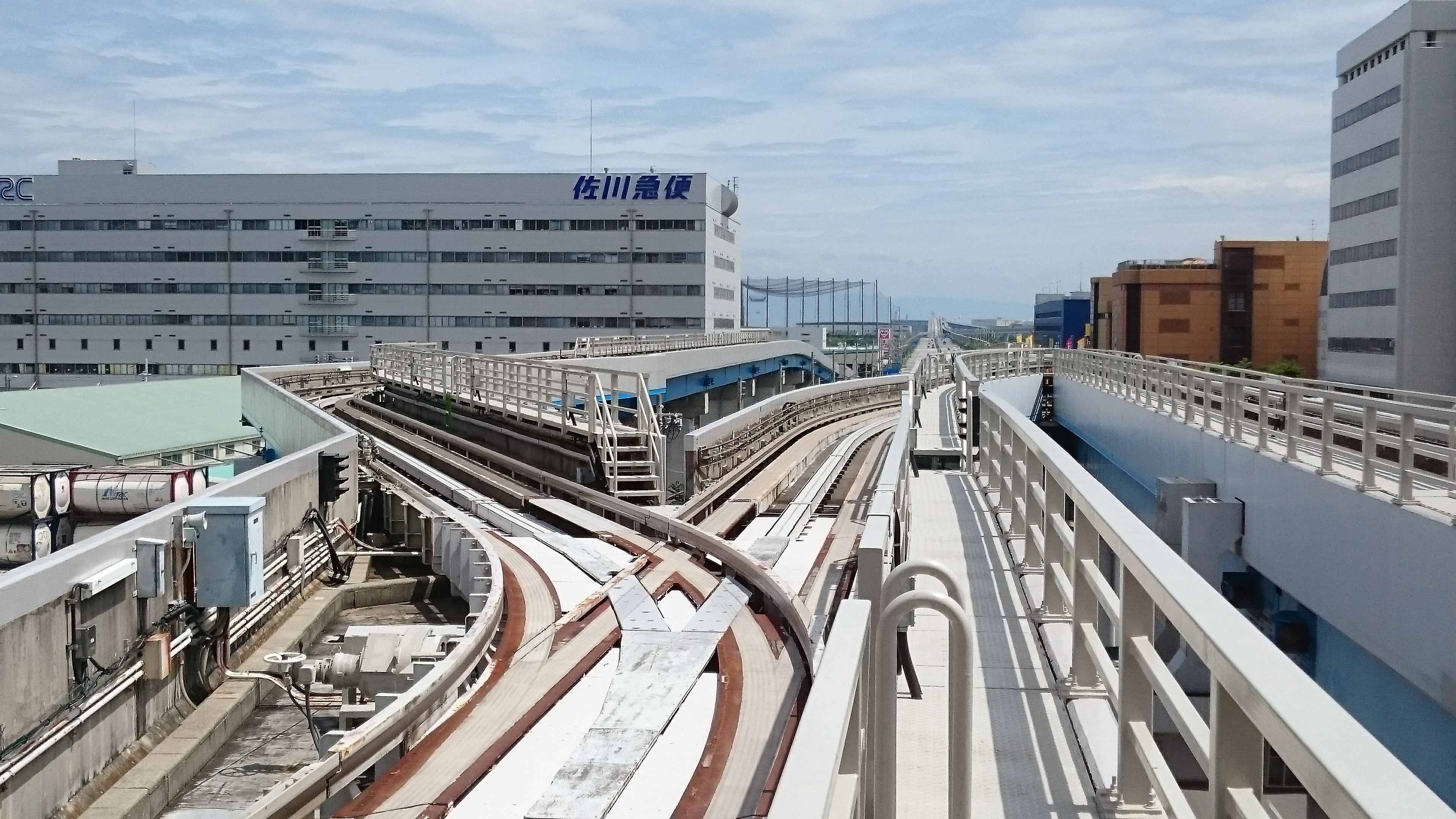
역 구내 차량기지 인입선

## 인접역
| 고베 신교통 ■ 포트 아일랜드 선  | 고베 신교통 ■ 포트 아일랜드 선             | 고베 신교통 ■ 포트 아일랜드 선 |
| ------------------------------- | ------------------------------------------ | ------------------------------ |
| PL07 미나미코엔 시민히로바 방면 | 나카코엔・산노미야 방면으로 한 방향만 운행 | 기타후토 PL09 나카코엔 방면    |